# Ivan Král
Ivan Král (Praga, 12 de mayo de 1948-Míchigan, 2 de febrero de 2020) fue un compositor, cineasta, músico y productor discográfico checo. Se desempeñó en gran variedad de géneros, incluyendo el punk, el rock, el jazz, el soul y el country. Sus canciones fueron grabadas por reconocidas bandas y artistas como U2, Pearl Jam, Téléphone, Patti Smith, Iggy Pop, David Bowie, Simple Minds, First Aid Kit y John Waite, entre otros. Král falleció de cáncer  en Míchigan el 2 de febrero de 2020, a los 71 años.

## Filmografía
- Deliberately Raw: Iggy & the Stooges (1973)
- Rat (1976)
- Raven (1977)
- Rabbit (1979)

### Como director
- Night Lunch (1975)[8]
- The Blank Generation (1976)[9]
- Iggy and the Stooges: Live at Academy of Music New York City (2011)[10][11]

## Discografía

### Como solista
- Native (1992)[12]
- Nostalgia (1995)
- Looking Back (1996)
- Native: His Native Complete (1996)
- Alias (1997)
- Modré z nebe (1997)
- Prohlédnutí / Clear Eyes (1998)
- Dancing Reboot (1999)
- Živě, dětským domovům (1999)
- Best of Ivan Král (2001)
- Cabriolet (2001)
- Photoalbum (2001)
- Erotická revue (2003)
- Bang Bang! (2005)
- Always (2014)[13][14]

### ConPatti Smith
- Horses (1975)
- Radio Ethiopia (1976)
- Easter (1978)
- Set Free (EP) (1978)
- Wave (1979)

### ConIggy Pop
- Soldier (1980)
- Party (1981)
- Zombie Birdhouse (track Pain and Suffering, 1981)

### ConJohn Cale
- Even Cowgirls Get The Blues (1991)

### ConJohn Waite
- Ignition (1982)
- No Brakes (1984)
- Mask of Smiles (1985)

### ConBand Of Outsiders
- Everything Takes Forever (1984)

### ConEastern Bloc
- Eastern Bloc (1987)

### ConSky Cries Mary
- Exit At The Axis (1992)